# Lala-Mustafa-Pascha-Moschee

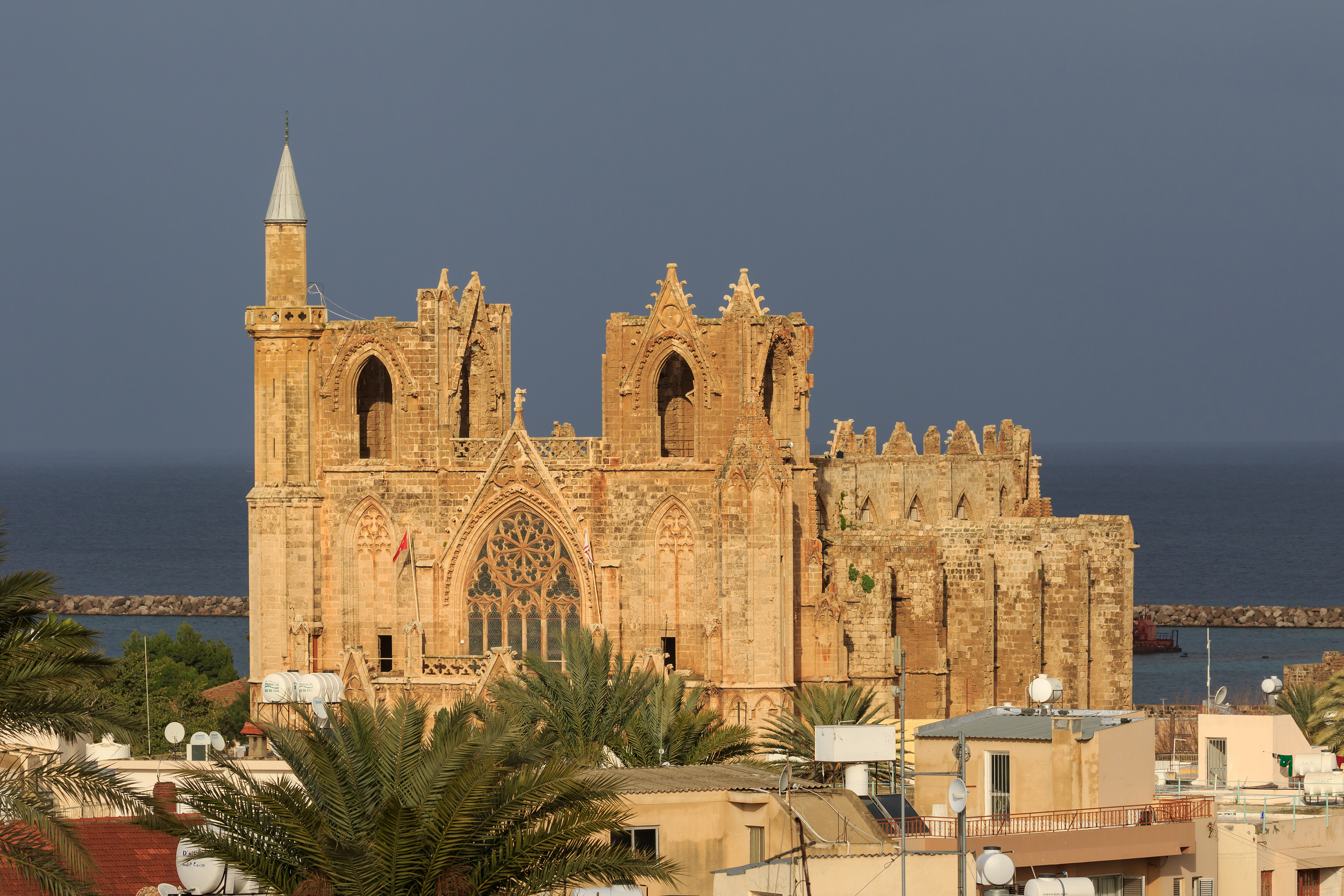
Die Moschee im Jahr 2017

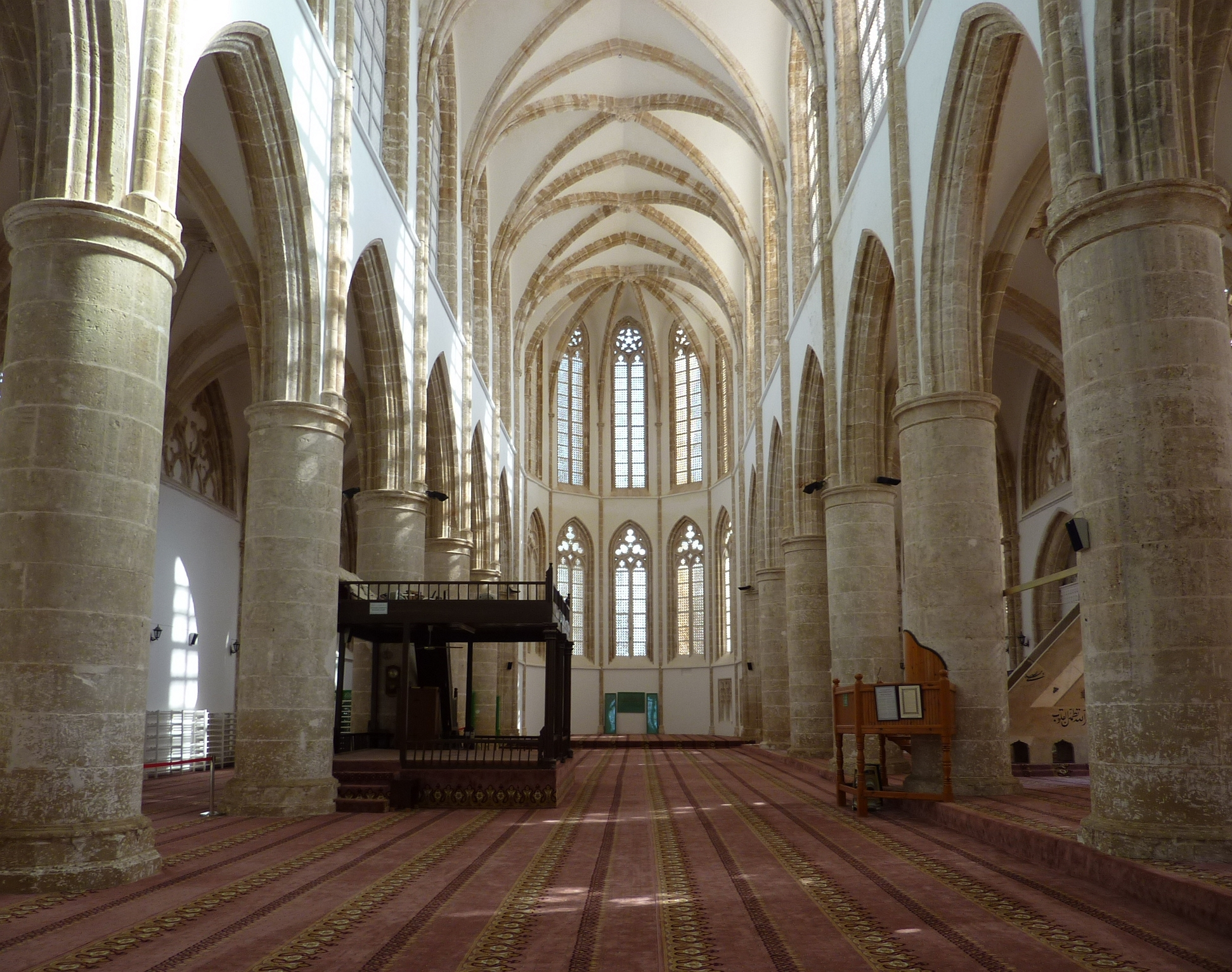
Inneres

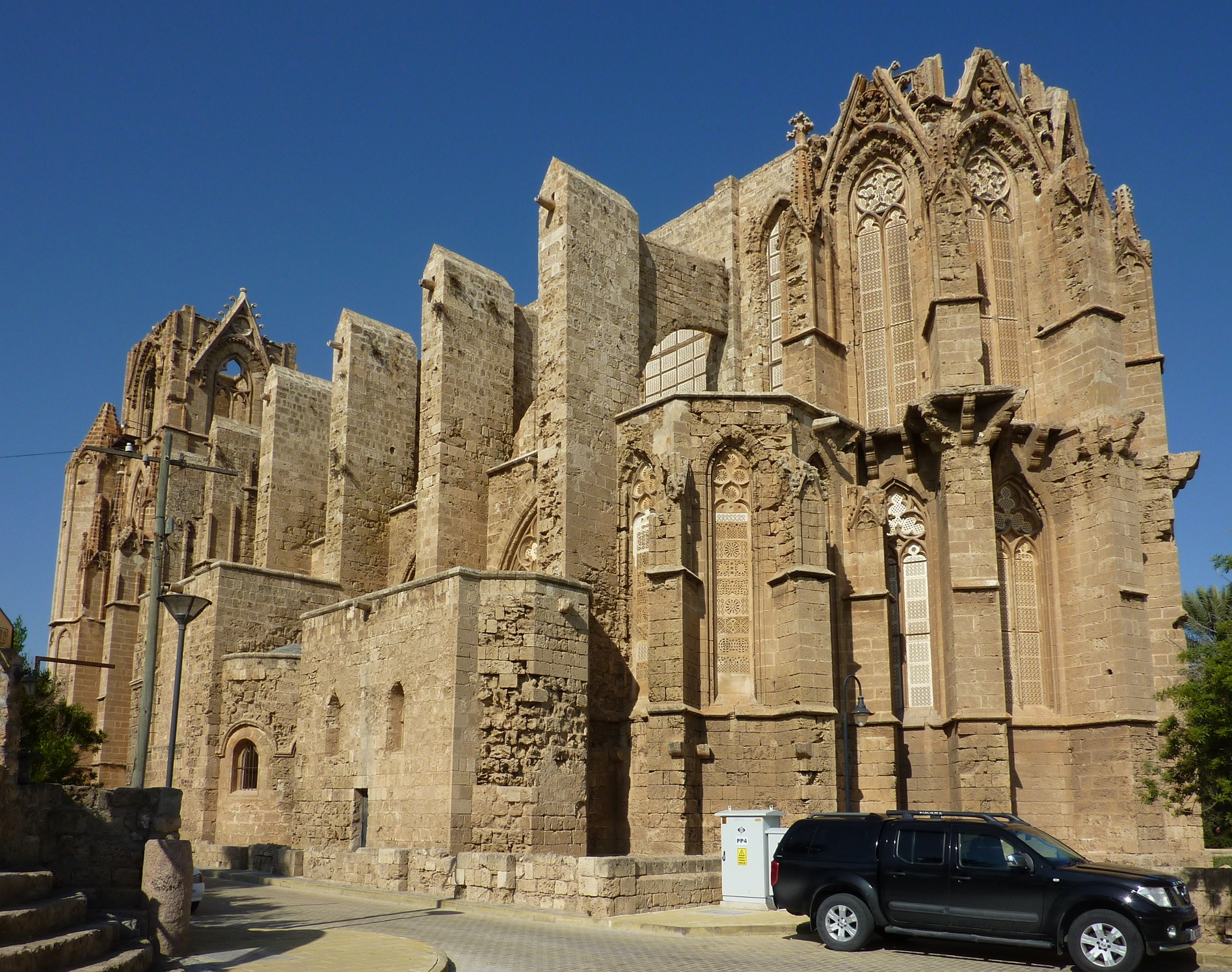
Ansicht von Südosten

Die Lala-Mustafa-Pascha-Moschee (griechisch Τέμενος Λαλά Μουσταφά Πασά Témenos Lalá Moustafá Pasá), ehemals Hl.-Nikolaus-Kathedrale (türkisch Aziz Nikolas Katedrali) und dann später Ayasofya (Hl. Sophia), ist eine Moschee in Famagusta und die frühere christliche Kathedrale der Stadt; heute befindet sie sich in dem Gebiet Zyperns, das unter Kontrolle des De-facto-Regimes “Türkische Republik Nordzypern” steht.

## Geschichte
Die ehemalige Sankt-Nikolaus-Kathedrale wurde durch die Kreuzfahrer als zweite Krönungskathedrale der Lusignans vergleichsweise kurz nach ihrer Grundsteinlegung (1298) im gleichen Jahr geweiht wie die Sophien-Kathedrale in Nikosia, 1326. Unmittelbar nach der Eroberung von Famagusta (das in türkisch Gazimağusa umbenannt wurde) durch die Osmanen im Jahr 1571 wurde die Kirche zur Moschee umgewidmet und nach dem Oberbefehlshaber der Eroberer, Lala Kara Mustafa Pascha, benannt. Der Nordturm bekam ein kleines Minarett, die Malereien und der Figurenschmuck wurden entfernt.
Auf dem Platz links vor der Kathedrale steht eine Maulbeer-Feige (Ficus sycomorus), gepflanzt 1299. 
In Schatten der Maulbeer-Feige, jedoch im Innenhof der Lala Mustafa Pasha Moschee gelegen, befindet sich die Türbe von Mustapha Zühtü Efendi, einem bedeutenden Geistlichen, der Imam-Hatip und Kavan war und 1903 starb. Das Grabmal ist ohne Veränderung. Über einer quadratischen Grundfläche erhebt sich ein Baldachin aus Stein, bestehend aus vier Rundbögen und darüber eine schlichte Kuppel. Darunter liegt der Sarkophag. Die Bogenöffnungen sind durch ein schmiedeeisernes Gitter mit Rankenmotiv verschlossen. Davor ein mit einem Eisengitter verschlossener Zugang.